# Olga Rodríguez Francisco

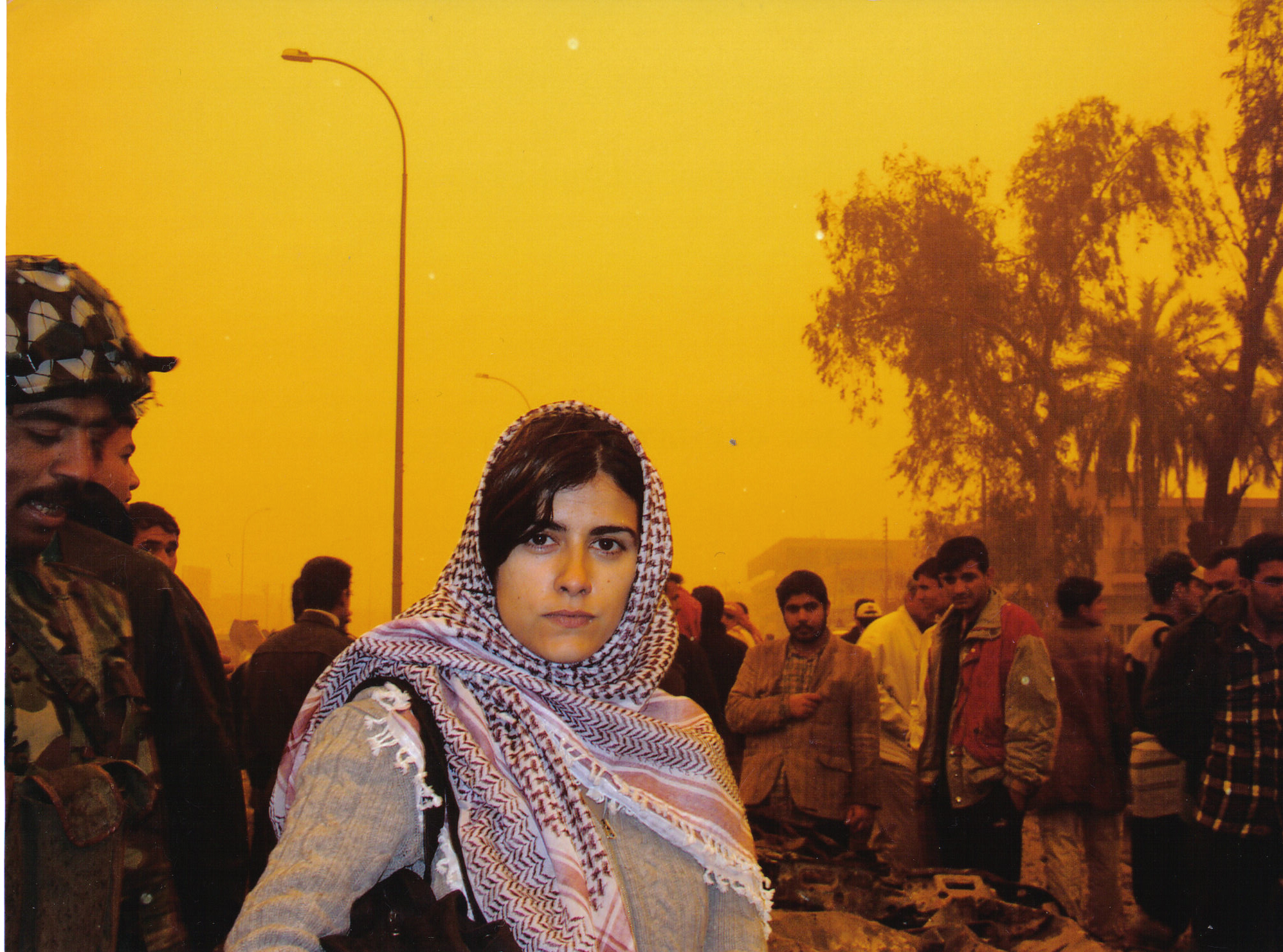
Olga Rodríguez a Bagdad, el març de 2003, després d'un bombardeig estatunidenc

Olga Rodríguez Francisco (Lleó, 1975) és una periodista i escriptora espanyola especialitzada en l'Orient Mitjà.

## Trajectòria professional
És llicenciada en periodisme per la Universitat Complutense de Madrid i especialista universitària en contenciosos d'Orient Pròxim per la UNED.
Ha desenvolupat bona part de la seva carrera professional a la Cadena SER, en Cuatro i a CNN+, així com col·laboracions amb El País, diari Público, Periodismo Humano i Radio Nacional de España. És cofundadora d'eldiario.es, on treballa. Realitza documentals a Orient Mitjà i ha escrit diversos assajos d'actualitat. Destaca pel seu periodisme compromès amb els drets humans, tant a l'Orient Mitjà com a Espanya i altres països.
Ha treballat a l'Afganistan, als Estats Units, Egipte, l'Iraq, Israel, Jordània, Kosovo, Líban, Mèxic, Síria, als Territoris Palestins i el Iemen, entre altres països. Va ser reportera a Bagdad durant la invasió de l'Iraq de 2003, des d'on va aportar les seves cròniques radiofòniques diàries per la Cadena SER, en les quals va relatar amb la fase de bombardejos, la caiguda de Saddam Hussein, el caos generalitzat davant l'absència de comandament, els saquejos, l'incendi de la Biblioteca de Bagdad, el desmembrament de la societat iraquiana i la ineficàcia i impassibilitat de l'Exèrcit dels Estats Units.

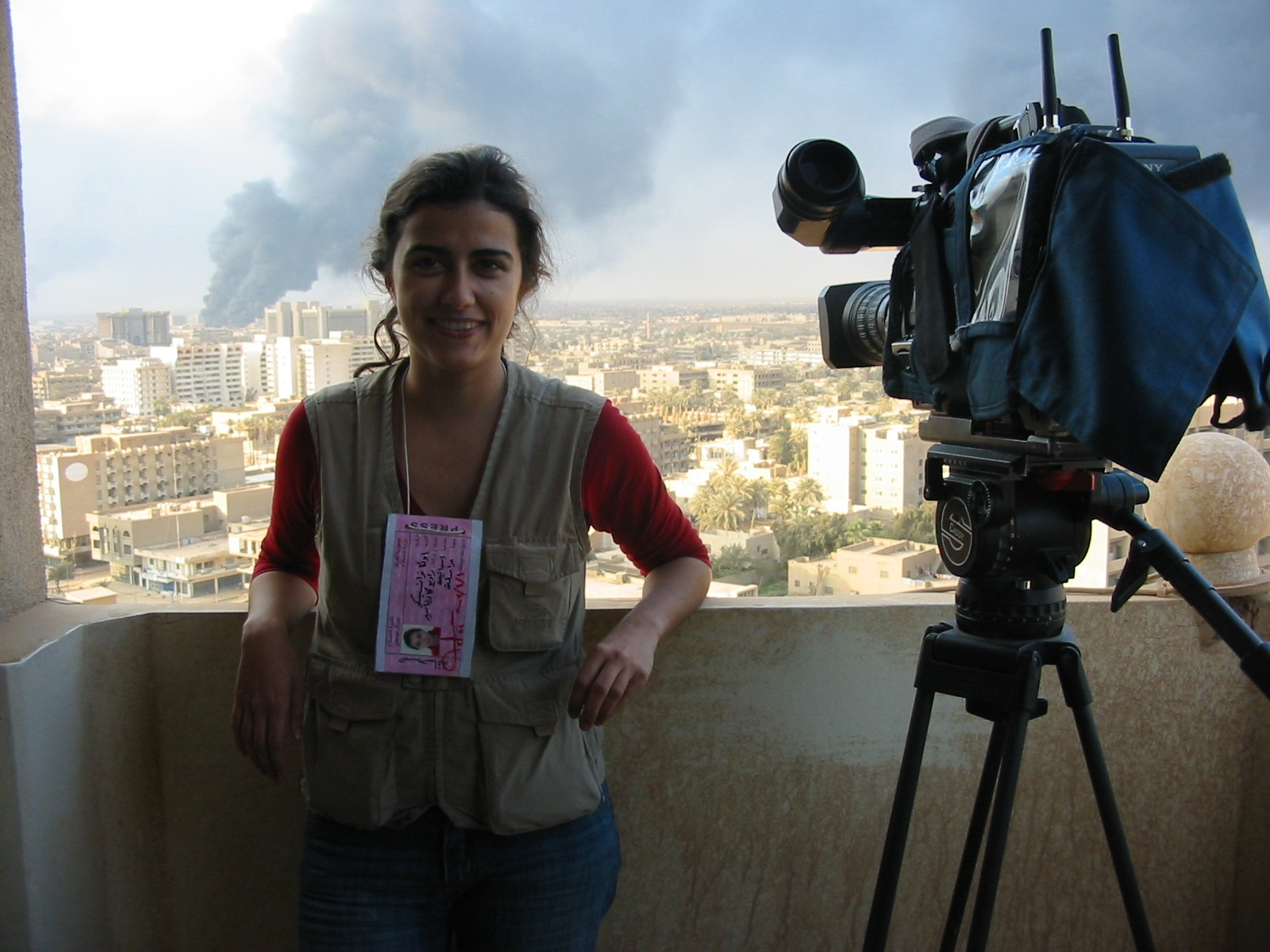
Olga Rodríguez a l'Hotel Palestina de Bagdad, durant la invasió de l'Iraq de 2003

Va estar allotjada a l'Hotel Palestina de Bagdad, des d'on va presenciar l'atac estatunidenc a aquest hotel que va posar fi a la vida del càmera espanyol José Couso i del periodista ucraïnès Taras Protsyuk. Des de llavors, juntament amb altres companys de professió, ha treballat activament a la recerca d'una recerca independent entorn de l'assassinat de Couso. Com a testimoni directe del fet, va declarar en dues ocasions en l'Audiència Nacional, juntament amb els periodistes Jon Sistiaga i Carlos Hernández.

## Premis i distincions
Ha estat guardonada amb el Premi Periodisme i Drets Humans Associació Pro Drets Humans d'Espanya (2014) i Premi Enfocament de Periodisme (2014) pel seu periodisme compromès en la defensa dels drets humans i en la denúncia de les violacions d'aquests drets, Premio Ploma de la Pau (2006) pel seu treball informatiu des de l'Iraq, Premi Club Internacional de la Premsa al millor treball informatiu (2006) pels seus reportatges de televisió des de Gaza i Ciudad Juárez. El 2003 va rebre el Premi Ortega y Gasset, juntament amb els altres periodistes espanyols destacats a la guerra de l'Iraq, i el Premi Turia a la millor contribució de mitjans (2003) per les seves cròniques des de l'Iraq. L'any 2018 el programa Feminismes, de Ràdio 4 que presentava, dirigit per Marisol Soto Romero, va obtenir el Premi Bones Pràctiques de Comunicació no sexista per espais radiofònics que visibilitzen les dones en les seves múltiples facetes des d’una ràdio pública, que atorga l'Associació de Dones Periodistes de Catalunya.

## Llibres
- Aquí Bagdad. Crónica de una guerra (Velecío, 2004).[2][3][4]
- José Couso, la mirada incómoda (2004), com a coautora.[5]
- El hombre mojado no teme la lluvia. Voces de Oriente Medio (Debate, 2009).[6]
- Yo muero hoy. Las revueltas en el mundo árabe (Debate, 2012)[7]